# Salon de 1861
Le Salon de 1861 est la 89e édition du Salon de peinture et de sculpture, une exposition artistique annuelle à Paris, en France. Il se tient en 1861 au palais des Champs-Élysées.

## Œuvres présentées
- 151. Charlotte Corday, par Paul Baudry.
- 495. Nymphe enlevée par un faune, par Alexandre Cabanel.
- 499. Madame Isaac Péreire, par Alexandre Cabanel, château de Compiègne
- 695. Orphée ramenant Eurydice des enfers, par Jean-Baptiste Camille Corot.
- 718. Le Cerf à l'eau, par Gustave Courbet.
- 719. Le Piqueur, par Gustave Courbet.
- 720. Le Renard dans la neige, par Gustave Courbet.
- 904. Dante et Virgile dans le neuvième cercle de l'Enfer, par Gustave Doré.
- 1060. La Liseuse, par Henri Fantin-Latour (présenté sous le titre Etude d’après nature).
- 1186. Berger ; hauts plateaux de la Kabylie, par Eugène Fromentin.
- 1248. Phryné devant l'aréopage, par Jean-Léon Gérôme.
- 1249. Socrate venant chercher Alcibiade chez Aspasie, par Jean-Léon Gérôme.
- 1253. Rachel, « La Tragédie », par Jean-Léon Gérôme.
- 2098. Le Chanteur espagnol, par Édouard Manet.
- 2099. Portrait de M. et Mme Auguste Manet, par Édouard Manet.
- 2254. L'Attente, par Jean-François Millet.
- 3251. Femme des colonies, par Charles Cordier.